# Sonito Manjate
Apson David Manjate znany jako Sonito Manjate (ur. 10 sierpnia 1985 w Matoli) – mozambicki piłkarz grający na pozycji napastnika. W swojej karierze rozegrał 33 mecze i strzelił 7 goli w reprezentacji Mozambiku.

## Kariera klubowa
Swoją karierę piłkarską Manjate rozpoczął w klubie Grupo Desportivo de Maputo. W 2007 roku zadebiutował w jego barwach w pierwszej lidze mozambickiej. W sezonach 2007 i 2009 wywalczył z nim dwa wicemistrzostwa Mozambiku. W latach 2011–2012 był graczem Ferroviário Maputo. W 2011 roku zdobył z nim Puchar Mozambiku. W latach 2013–2014 grał w Liga Desportiva de Maputo. Zarówno w sezonie 2013, jak i 2014 wywalczył z nim dwa tytuły mistrza kraju. W latach 2014–2015 był graczem angolskiego FC Onze Bravos, z którym w 2015 roku sięgnął po Puchar Angoli. W latach 2015–2019 ponownie występował w Liga Desportiva, w którym zakończył karierę. W sezonie 2015 zdobył z nim puchar kraju.

## Kariera reprezentacyjna
W reprezentacji Mozambiku Manjate zadebiutował 21 maja 2008 w przegranym 2:3 towarzyskim meczu z Lesotho, rozegranym w Matoli. Od 2008 do 2017 wystąpił w kadrze narodowej 33 razy i strzelił 7 goli.